# Complesso natatorio del Foro Italico
Il complesso natatorio del Foro Italico è un monumentale sistema di infrastrutture sportive per le discipline natatorie che fa parte del Foro Italico a Roma.

## Storia

### Palazzo delle Terme

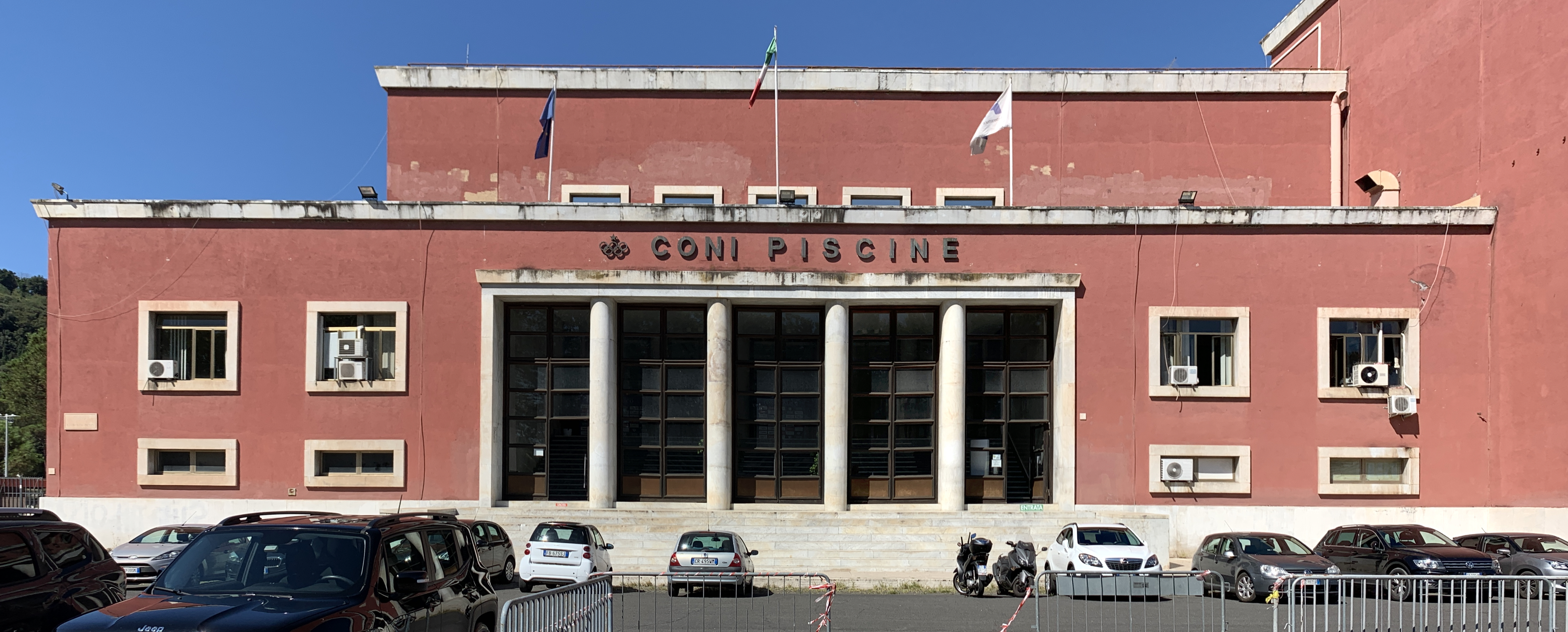
La piscina coperta al Foro Italico

Realizzato negli anni 1930 all'interno dell'allora Foro Mussolini su progetto dell'architetto ed ingegnere Costantino Costantini, incarnò perfettamente i dettami del monumentalismo, seppure nell'opera vi siano chiari elementi di ricerca della funzione razionalista. La piscina coperta è del 1937. 

I mosaici pavimentali furono disegnati da Giulio Rosso e quelli parietali furono opera di Angelo Canevari. I mosaici parietali vedono la presenza di 49 figure umane: gli uomini sono impegnati in attività sportive (corsa, pugilato, lotta, tuffi, lancio del giavellotto) e 6 donne hanno funzioni di giudici di gara e di intrattenimento. Oltre a ciò, vi sono raffigurati quattro cavalli di diversi colori (bianco, grigio e azzurro) oltre ad ulteriori tre figure equine con coda da sirena.

### Il complesso olimpico
Dopo la seconda guerra mondiale fu ampliato, in occasione dei giochi olimpici di Roma 1960, attraverso la costruzione dello Stadio olimpico del nuoto, su progetto degli architetti Enrico Del Debbio ed Annibale Vitellozzi e dagli ingegneri Musumeci e Morandi. Lo stadio, struttura completamente all'aperto, inaugurato nel 1959 con un torneo internazionale di nuoto, pallanuoto e tuffi, fu dotato di 2 vasche e di vari servizi annessi (docce, ristoranti, area per passeggiate). 
In previsione delle gare olimpiche, lo stadio venne dotato di un grande quadro elettrico luminoso per la segnalazione dei risultati, di un sistema di cronometraggio elettrico a frazione di secondo e di un sistema elettrico per le votazioni dei giudici, considerate innovative per l'epoca. 
Venne restaurato una prima volta in occasione dei campionati europei di nuoto del 1983, manifestazione in cui lo Stadio Olimpico del nuoto ospitò le tutte le competizioni di nuoto e dei tuffi e alcuni incontri del torneo di pallanuoto (quelli principali e tutte le gare della nazionale di pallanuoto maschile dell'Italia, mentre i restanti incontri furono disputati in una piscina a Tor di Quinto), e la Piscina dei Mosaici ospitò le competizioni di nuoto sincronizzato.
Nel 1994 fu ulteriormente ristrutturato e ampliato per i campionati mondiali di nuoto. Nel 2000 il polo natatorio fu ulteriormente ampliato mediante la realizzazione di una nuova piscina all'aperto adibita esclusivamente alla pallanuoto (dimensioni 33m x 25m). Nel 2009 è stato, per la seconda volta, sede dei campionati mondiali di nuoto.
Nel 2022 ha ospitato gli Europei di nuoto e tuffi: per l'occasione è stata coperta la tribuna centrale, il cosiddetto "ragno", la struttura sovrastante la vasca che sorreggeva le luci, è stato sostituito da quattro pali con luci a led lungo il perimetro esterno, è stata creata una nuova tribuna sul lato corto della vasca con una struttura realizzata appositamente per la competizione e sono state aggiunte due passerelle che collegano lo Stadio del Nuoto alla piscina coperta dei mosaici e allo stadio Nicola Pietrangeli che temporaneamente ha ospitato il nuoto sincronizzato, mentre i campi 1 e 2 dell'attiguo Circolo del Tennis sono stati sede dei tuffi dalle grandi altezze grazie all'installazione di una vasca temporanea e di una torre temporanea di 40 metri.

## Infrastrutture
Il complesso natatorio del Foro Italico è composto da:
- Stadio Olimpico del Nuoto, progettato in occasione dei giochi olimpici di Roma 1960, inaugurato nel 1959. Comprende una vasca scoperta da 50 metri, dotata di due tribune la cui capienza complessiva è di circa 12.000 spettatori e una vasca scoperta per i tuffi
- Vasca 33 metri x 25 metri, scoperta d'estate e coperta di inverno, viene utilizzata per incontri ufficiali e allenamenti di pallanuoto
- Vasca scoperta da 25 metri
- Piscina pensile, una vasca coperta da 25 metri posizionata in un corridoio tra due edifici, sospesa da terra
- Vasca coperta da 50 metri, con trampolino e piattaforma per i tuffi. Dotata di una gradinata per il pubblico capace di ospitare fino a 2.000 persone è ornata con pregevoli mosaici lungo le pareti ed il bordo vasca. È attualmente utilizzata per gare ufficiali di pallanuoto, nonché come vasca di allenamenti per nuoto, pallanuoto e tuffi